# Georges Lentz
Georges Lentz (* 22. října 1965 Lucemburk) je lucembursko-australský skladatel současné klasické hudby. Patří k předním současným australským skladatelům vážné hudby. Od roku 1990 žije v Sydney.

## Život
Lentz se narodil v Lucemburku v roce 1965. Vyrostl v Lucemburském městě Echternach. Studoval na Conservatoire de Luxembourg, Conservatoire national supérieur de musique et de danse de Paris a poté na Hochschule für Musik, Theater und Medien Hannover.

## Dílo
Lentzova hudba je introspektivní, často obsahuje dlouhé ticho, mikrotonalitu a neobvyklé rytmické struktury. Je ovlivněna francouzskými spektralisty a hnutím "New Complexity". V posledních letech se věnuje také zvukovému umění, digitálním instalacím a improvizaci. Je známý svou uzavřeností a zřídka poskytuje rozhovory, často komponuje v izolaci, například v klášteře Clervaux nebo v australské poušti.
Jeho nejrozsáhlejším projektem je cyklus Caeli enarrant... (1989–dosud), který zahrnuje orchestrální, komorní a elektronické skladby. Mezi klíčová díla patří:
- Monh – koncert pro violu, orchestr a elektroniku, napsaný pro Tabeu Zimmermannovou.
- Ingwe – 60minutová skladba pro sólovou elektrickou kytaru, považovaná za jednu z nejdelších skladeb pro tento nástroj.
- Guyuhmgan – orchestrální dílo s elektronikou, oceněné na UNESCO International Rostrum of Composers v roce 2002.
- Jerusalem (after Blake) – orchestrální skladba inspirovaná vizemi Williama Blakea.
- String Quartet(s) – 43hodinová digitální instalace pro smyčcové kvarteto, trvale umístěná v Cobar Sound Chapel v australském outbacku.

Je znám svou sebekritičností, díky níž poměrně málo publikuje nové skladby.

## Ocenění
- 1997: Paul Lowin Orchestral Prize za Caeli enarrant... I.
- 2002: UNESCO International Rostrum of Composers – hlavní doporučené dílo za Guyuhmgan.
- 2009: APRA Classical Music Award za nejlepší australskou skladbu (Monh).